# Wassilios E. Fthenakis
Wassilios Emmanuel Fthenakis (griechisch Βασίλειος Εμμανουήλ Φθενάκης; * 2. November 1937 in Kilkis) ist ein griechisch-deutscher Pädagoge, Anthropologe, Genetiker und Psychologe.

## Werdegang
Fthenakis studierte in Griechenland Pädagogik, anschließend Anthropologie und Humangenetik, Molekulargenetik und Psychologie an der Ludwig-Maximilians-Universität München, wo er 1967 zum Dr. rer. nat. promoviert wurde. 1968 erwarb er ein Diplom in Psychologie und 1969 wurde er zum Dr. phil. promoviert. Im Jahr 1986 habilitierte er schließlich im Fach Sozialanthropologie.
Ab 1975 war er Direktor des Staatsinstituts für Frühpädagogik in München, das er mit aufbaute und danach dreißig Jahre als Direktor leitete. 1987 bis 2002 war er Professor für angewandte Entwicklungspsychologie und Familienforschung an der Universität Augsburg und seit 2002 ordentlicher Professor für Entwicklungspsychologie und Anthropologie an der Freien Universität Bozen.
Fthenakis war von 2006 bis 2019 Präsident des Didacta Verbands – Verband der Bildungswirtschaft e. V., zwischen 2012 und 2016 Präsident der WorldDidac Association und seit 2008 Vorsitzender der „Freunde der Sammlung Gertrud Weinhold im Bayerischen Nationalmuseum“. Von 2005 bis 2014 war Fthenakis Präsident der Griechischen Akademie e. V. in München und ist seit 2014 deren Ehrenpräsident. Seit 2019 ist er außerdem Ehrenpräsident des Didacta Verbands.
Zudem ist Fthenakis Sachverständiger des Bundesverfassungsgerichts in Fragen des Kindschaftsrechts und des Sorgerechts nach Trennung und Scheidung.

## Auszeichnungen
- 2004: Bundesverdienstkreuz 1. Klasse
- 2007: Bayerischer Verdienstorden
- 2007: Georg-Kerschensteiner-Medaille der Landeshauptstadt München
- 2013: Hessischer Verdienstorden am Bande
- 2007: Verleihung der Ehrendoktorwürde durch die Universität Kreta
- 2008: Verleihung der Ehrendoktorwürde durch die Charokopio-Universität
- 2014: Verleihung des Titels des Professors honoris causa der Pädagogischen Staatlichen Universität Moskau